# Ortsmuseum Dietikon
Das Ortsmuseum Dietikon ist das ortsgeschichtliche Museum der Gemeinde Dietikon im Schweizer Kanton Zürich. Es befindet sich in der Villa Strohmeier.

## Geschichte der Villa Strohmeier
Die Villa Strohmeier, auch Strohmeierhaus genannt, wurde 1927 vom Bankier Walter Strohmeier-Schefold (1898–1965) im neoklassizistischen Stil erstellt und genutzt. Seine Familie galt damals als die reichste von ganz Dietikon. Aussergewöhnlich war der 1947 im Garten hinter der Villa angelegte Tennisplatz, der nur ausgewählten Gästen des Besitzers für das sonntägliche Spiel zugänglich war.
Die Liegenschaft wurde 1969 von der Stadt Dietikon gekauft mit dem Ziel, den Gemeindebesitz zu arrondieren. Ab 1978 wurde das Ortsmuseum im Gebäude untergebracht. Bei einer sanften Renovation im Jahre 2018 wurde im Erdgeschoss der Teppich entfernt und der Parkettboden wieder freigelegt.

## Geschichte des Museums

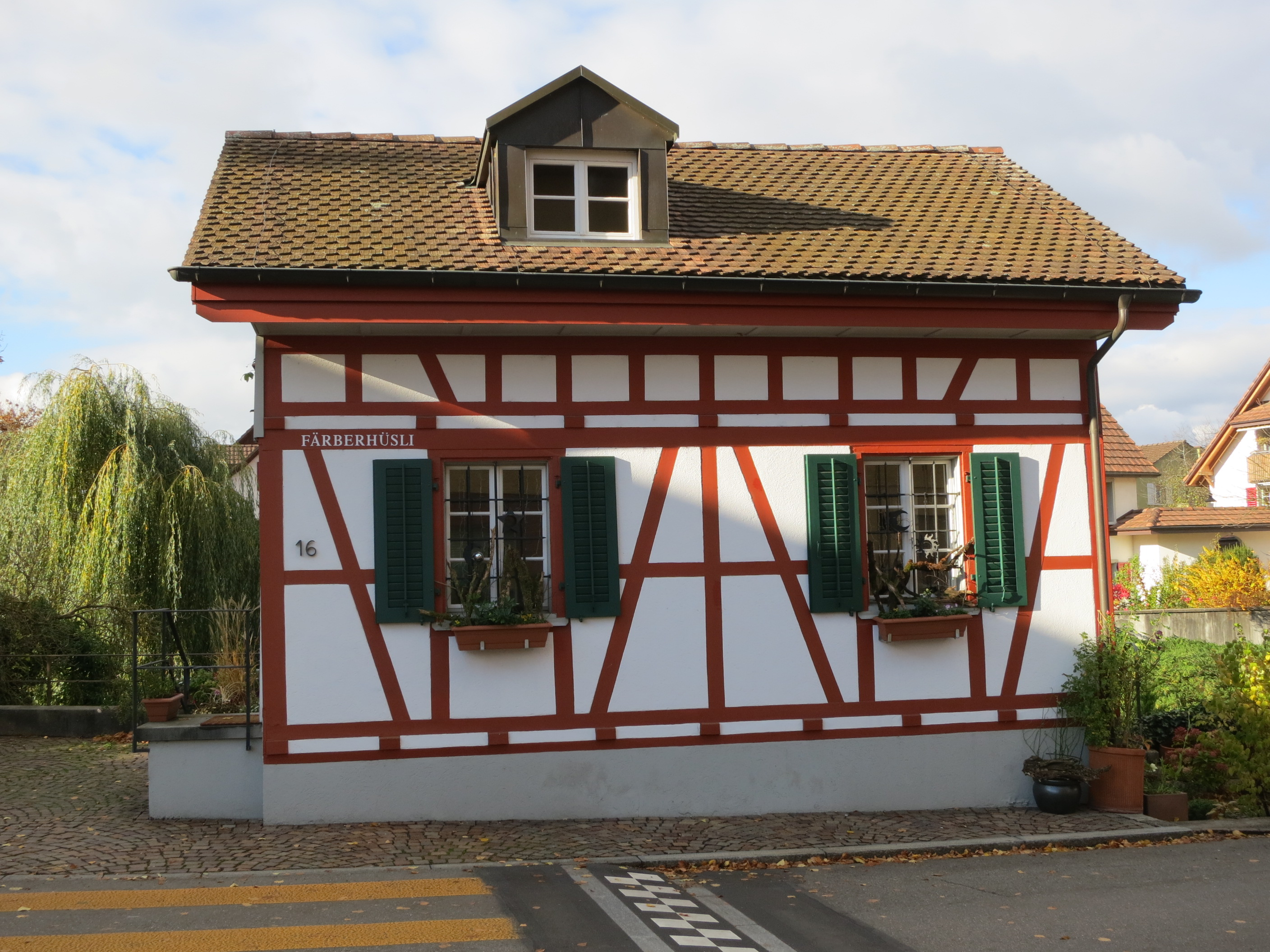
Färberhüsli im November 2013

Bereit in den 1920er-Jahren trug Karl Heid, der Initiant des Ortsmuseums, viele Dokumente zusammen, eine Kommission für Heimatkunde wurde 1931 ins Leben gerufen. Die Sammlung wurde anfänglich in drei Schränken im Lehrerzimmer des Primarschulhauses untergebracht. Sie bestand anfägnlich aus Ausgrabungsfunden der Ruine Schönenwerd und 300 weiteren Objekten. Nach mehreren temporären Ausstellungen konnte 1958 ein erstes permanentes Ausstellungslokal im Färberhüsli⊙ an der Oberen Reppischstrasse bezogen werden. Ab 1978 konnte die Villa Strohmeier bezogen werden.

## Sammlung
Das Ortsmuseum sammelt Gegenstände und Dokumente, die einen engeren Bezug zu Dietikon haben. Neben Gegenständen aus dem Bereichen Handwerk, Technik und häusliches Umfeld, enthält die Sammlung auch Landkarten, Panoramen und Reliefs aus dem Limmattal. Weiter werden Bücher, Zeitschriften und Zeitungen mit Bezug zu Dietikon gesammelt. Speziell hervorzuheben sind Fundstücke aus den Burgruinen Glanzenberg und Schönenwerd, ein Fotoarchiv mit Bildern von Dietikon, das auch Schulklassenfotos umfasst, eine Sammlung von Ofenkacheln, ein Modell der Festung Dietikon und die vollständige Ausstattung einer Schmiede.

## Ausstellungen

### Dauerausstellung

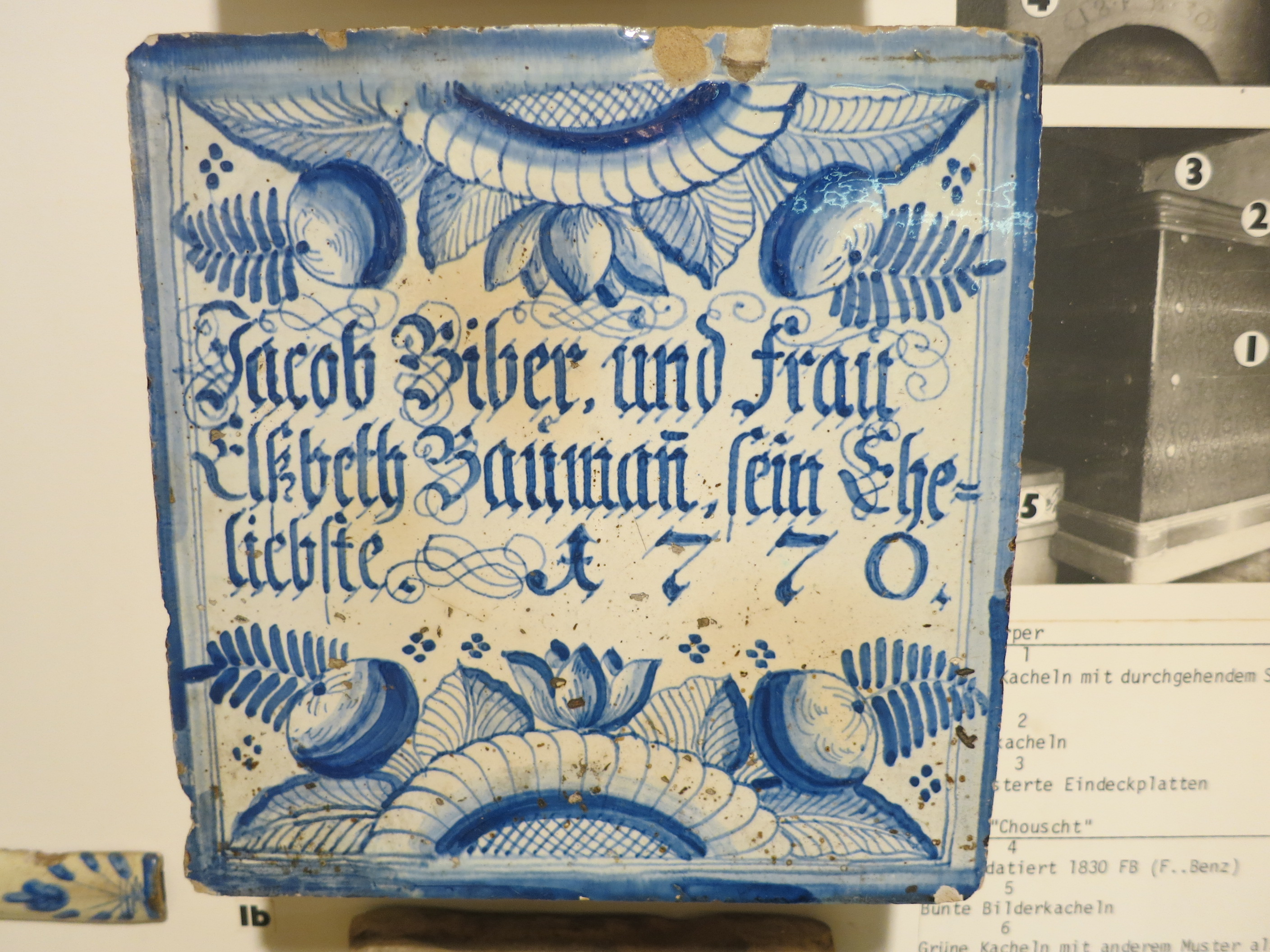
Ofenkachel von 1770

Die Dauerausstellung ist thematisch in folgende Bereiche gegliedert:
- Geschichte von Dietikon eingeschlossen die Beziehung zu den Klöstern Zwiefalten und Wettingen
- Ruinen Glanzenberg und Schönenwerd
- Römerzeit in Dietikon
- Fotodokumentation über Dietikon
- Kirchengeschichte
- Schulklassenfotos
- Dietikon im 2. Weltkrieg
- Geschichte und Herstellung der Ofenkachel
- Schmiedewerkstatt

### Sonderausstellungen
Im Museum werden Sonderausstellungen präsentiert. 2020 waren dies:
- Karl Klenk (1912–2017), Ehrenbürger von Dietikon
- Zeitsprünge: Fotos von Joseph Hinder und Objekte aus den Sammlungen des Ortsmuseums und von Michael Maier

## Führungen
Der Stadtverein bietet neben Führungen durch das Ortsmuseum auch Stadtführungen und Führungen zu den erhaltenen militärischen Bauten der Festung Dietikon an.

## Betrieb
Das Ortsmuseum wird in Freiwilligenarbeit von der Kommission für Ortsgeschichte des Stadtvereins Dietikon geführt. Ein Teil der Kosten für den Museumsbetrieb wird von der Stadt Dietikon übernommen.